# Leander Engström
Se även Kjell Leander Engström och Tord Leander Engström
Per Leander Engström, född 27 februari 1886 i Ytterhogdal, död 6 februari 1927 i Oscars församling i Stockholm, var en svensk målare. Hans motiv är ofta hämtade från Norrland i form av färgstarka vildmarksskildringar. 

## Biografi
Leander Engström var elev vid Konstnärsförbundets målarskola 1907–1908. Till en början fann han inspiration hos Paul Gauguin, Vincent van Gogh och Paul Cézanne, och senare även hos Henri Matisse. Under 1909–1910 var han elev till Matisse i Paris, där han fortsatte leva och verka fram till 1912. Han var med på konstnärsgruppen De ungas tre tongivande utställningar i Sverige åren 1909-1911, tillsammans med andra svenska Matisse-elever, vilka tillämpade en stark och uttrycksfull kolorit i den franska fauvismens anda. En stor del av sitt liv reste Leander Engström runt i den norrländska fjällvärlden och målade. Ett av favoritresmålen var Abisko, där han även byggde sig ett hus. Ett år före sin bortgång arrangerade han en vandringsutställning utmed norrlandskusten.  I början av 1920-talet vistades han periodvis i Italien och var åren 1920-1923 bosatt i Florens. Han fann där en ny inspiration och en ny motivvärld. Vid samma tid utförde han ett flertal takmålningar i Skandia-Teatern i Stockholm.
Engström finns representerad vid Moderna Museet, Nationalmuseum, Prins Eugens Waldemarsudde, Kalmar Konstmuseum, Norrköpings konstmuseum, Göteborgs konstmuseum och Malmö konstmuseum.

### Familj
Leander Engström gifte sig 1913 med Maria Edlund. Tvillingsönerna Kjell Leander Engström (1914–1979) och Tord Leander Engström (1914–1985) var också verksamma som konstnärer. Leander Engström är begravd på Skogskyrkogården i Stockholm.

## Verk i urval

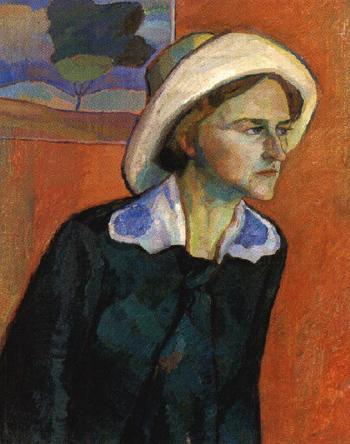
Kvinna mot röd bakgrund
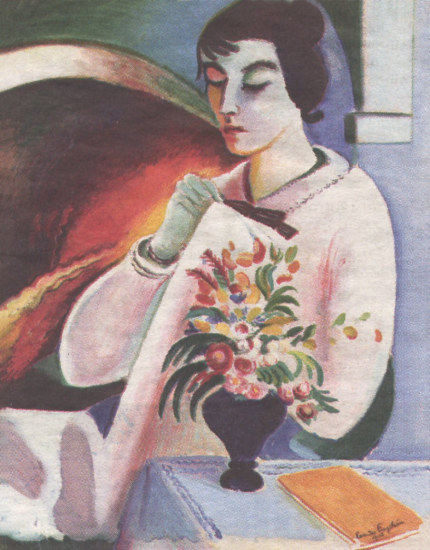
Kvinna som broderar
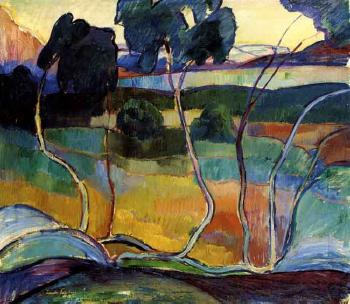
Sensommarafton i Torne träsk (1910)
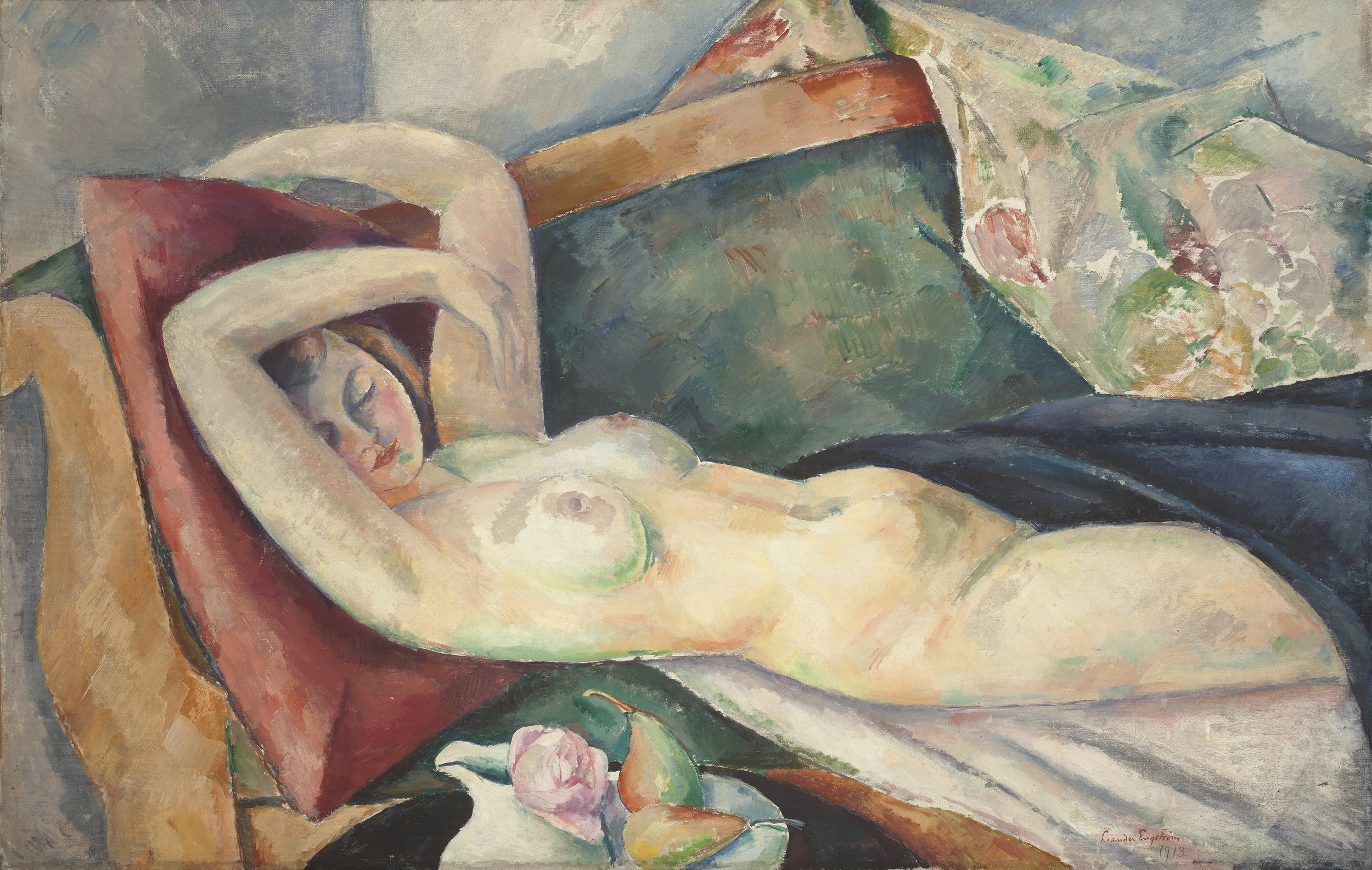
Liggande modell med päron och ros (1913)
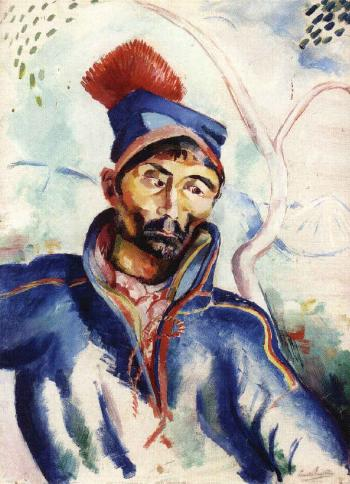
Same (1916)
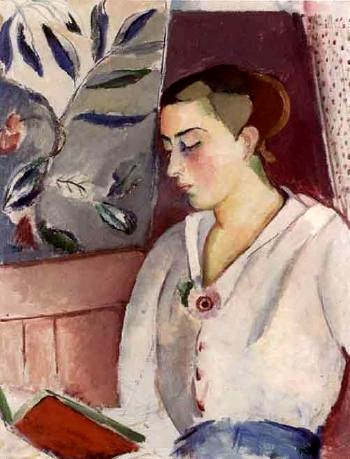
Kvinna med bok (1916)